# Интеркалационо правило
Интеркалационо правило је став којим се прописује којим календарским годинама, кад и колико, треба додати дана да би се оне (које морају имати цео број дана) одржале што дуже и у што бољем складу са природном или тропском годином, која има 365,2422 дана.